# Vilde engle - en minoritet i Danmark
|  | Denne artikel er oprettet af botten PalnaBot ud fra en ekstern database. Den kan derfor have sproglige fejl eller mangler. Denne skabelon kan fjernes efter kontrol af indholdet. |

Vilde engle - en minoritet i Danmark er en film instrueret af Claus Ørsted efter manuskript af Claus Ørsted.

## Handling
De vilde engle og deres konfrontationer med hippierne. Filmen lader anføreren Bjørn Andersen alilas "Den lille røv med ører" og hans tro væbner Rense-Karl fortælle om sig selv og deres forhold til motorcykler, naturen, damer, politikere, demonstranter og gæstearbejdere.